# 下川口町
下川口町（しもかわぐちちょう）は高知県幡多郡にあった町。現在の土佐清水市の西端にあたる。本項では町制前の名称である下川口村（しもかわぐちむら）についても述べる。

## 地理
- 岬：城ノ岬、叶崎
- 河川：宗呂川、貝ノ川川

## 歴史
- 1889年（明治22年）4月1日 - 町村制の施行により、下川口村・片粕村・宗呂村・有永村・貝ノ川村・大津村の区域をもって下川口村が発足。
- 1950年（昭和25年）11月11日 - 下川口村が町制施行して下川口町となる。
- 1954年（昭和29年）11月3日 - 清水町・下ノ加江町・三崎町と合併して土佐清水市が発足。同日下川口町廃止。

## 施設
- 下川口町立大津小学校 ‐ 下川口村大津尋常小学校として明治8年（1875年）開校。平成5年（1993年）に休校のまま廃校。2020年に校舎から95年間の学校日誌など4000点の資料が見つかった[1]。